# Khanagahaboulag
Khanagahaboulag est un village de la région de Jabrayil en Azerbaïdjan.

## Histoire
En 1993-2020, Khanagahaboulag était sous le contrôle des forces armées arméniennes. En 2020, au cours de la deuxième guerre du Haut-Karabagh, la région de Jabrayil, y compris le village de Khanagahaboulag est passé sous le contrôle des forces azerbaïdjanaises.

## Géographie
Le village de Khanagahaboulag de la région de Jabrayil est situé dans la circonscription administrative du village de Gazanzemi.

## Économie
La principale occupation de la population est l'élevage.